# Joachim Krause (Organist)
Joachim Krause (* 1957 in Fulda) ist ein deutsch-schweizerischer Organist, Kirchenmusiker und Dirigent.

## Biografie
Krause erhielt seine erste musikalische Ausbildung bei seinem Vater, Kantor Max Krause, bei Domorganist Erich Ackermann, Fulda, und Philipp Möller, Fulda. Von 1977 bis 1983 studierte er Chor- und Orchesterleitung unter anderem bei Wolfgang Schäfer, Hans Michael Beuerle, Klaus Hoevelmann und M. Lehmann, Orgel und Improvisation bei Ludwig Doerr an der Musikhochschule Freiburg i. Br. Sein Studium der katholischen Kirchenmusik schloss er mit der A-Examen und dem Solistendiplom im Fach Orgel ab. Ein Stipendium des «Deutschen Akademischen Austauschdienstes» ermöglichte ihm 1983/1984 das Studium bei Marie-Claire Alain in Paris, das er mit dem «Premier Prix à l'Unanimitié» 1984 abschloss.
Seit 1984 ist er Musikdirektor an der Heiliggeistkirche in Basel, seit 1986 Dirigent des Basler Bach-Chores. Von 1988  bis 2000 war er Dirigent des Kammerorchesters «Concertino Basel», von 1995 bis 1999 Leiter des Kammerchores Vocapella Basel. Seit 1996 wirkt er zudem als künstlerischer Leiter des traditionsreichen Gemischten Chores Zürich.

## Diskografie
Oratorien, Messen, Chormusik u. a.
- W. A. Mozart: c-Moll Messe; C. Saint-Saëns: Oratorio de Noël, mit Scherrer, Chappuis, Baumgartner, Elliott, Snell. Orch. Capriccio Basel (2004)
- Benjamin Britten: War Requiem, mit Hahn, Davies, Eiche. Orch. Basel Sinfonietta und Kinderchor Kaltbrunn (1998, Co-Produktion mit dem Basler Bach-Chor)
- J. S. Bach: Johannes-Passion (Fassung 1725), mit I. Siebert, Marchfeld, Löschmann, Cachemaille, Ishino. Orch. Concertino Basel (1997)
- Gioacchino Rossini: Stabat Mater, mit S. Nopper, B. Neurohr, J. Cercy, U. Messthaler. Concertino Basel, Gesangchor Heiliggeist. Leitung: Joachim Krause (Aufnahme 1995)
- Wolfgang Amadeus Mozart: Missa c-Moll «Waisenhaus-Messe», Lauretanische Litanei, mit P. Argast, B. Neurohr, N. Rüegg, M. Niedermeyr. Gesangchor und Junger Chor Heiliggeist, Ensemble 14. Leitung: Joachim Krause (Aufnahme 2002)
- David Wohnlich: «Judas Ischarioth», Oratorium in vier Teilen, Libretto von Alberigo Albano Tuccillo, mit I. Siebert, A. Weilenmann, N. Rüegg, R. Koller. Gesangchor Heiliggeist, Ensemble 14. Leitung: Joachim Krause (Aufnahme 2004 UA)
- Joseph Gabriel Rheinberger: «Der Stern von Bethlehem», Weihnachtskantate; Wolfgang Amadeus Mozart: Missa in C, Epistelsonate in C, mit P. Argast, M.E. Lavochnik, V.J. Gloor, M. Niedermeyr. D. Rumsey an der Orgel. Gesangchor Heiliggeist, Junger Chor, Ensemble 14. Leitung: Joachim Krause  (Aufnahme 2005)

Orgelmusik u. a.
- Francis Poulenc: Konzert für Orgel, Streichorchester und Pauken g-Moll, WV Schmidt 93; Radio-Sinfonieorchester Basel, Joachim Krause Orgel, Direktion Räto Tschupp; Stadtcasino Basel, 16. April 1989; Tonaufnahme Fonoteca Svizzera Lugano (BSFILE18585) https://www.fonoteca.ch/cgi-bin/oecgi4.exe/inet_fnbasedetail?REC_ID=18585.046&LNG_ID=DEU
- Symphonische Orgelwerke, César Franck: Fantaisie en La majeur; Louis Vierne: 3ème Symphonie; Olivier Messiaen: L’Ascension; Joachim Krause an der Orgel der Heiliggeist-Kirche (Aufnahme 2001)
- Orgelmusik an der Heiliggeist-Kirche, Werke von J. S. Bach und Max Reger: Variationen und Fuge fis-Moll op 73. An der Orgel: Joachim Krause (Aufnahme 2004)